# Euphyllura aethiopica
Euphyllura aethiopica är en insektsart som beskrevs av Filippo Silvestri 1915. Euphyllura aethiopica ingår i släktet Euphyllura och familjen rundbladloppor. Inga underarter finns listade i Catalogue of Life.